# Eucoccidophagus breviventris
Eucoccidophagus breviventris är en stekelart som först beskrevs av Kurdjumov 1912.  Eucoccidophagus breviventris ingår i släktet Eucoccidophagus och familjen sköldlussteklar. Inga underarter finns listade i Catalogue of Life.